# 罗马诺内斯
罗马诺内斯，是西班牙卡斯蒂利亚-拉曼恰瓜达拉哈拉省的一个市镇。总面积29平方公里，总人口118人（2001年），人口密度4人/平方公里。